# Brooks (skib, 1781)
Brooks var et britisk slaveskib, der blev berømt, fordi tegninger af det (med navnet stavet Brookes) blev brugt i kampagnen for at afskaffe slavehandelen i Storbritannien. 

## Skibet
Brooks-familien var købmænd i Liverpool, og deres deltagelse i slavehandel var med til at gøre dem velstående. Joseph Brooks senior (1706-1788) var således ejer af det byggefirma, der i årene 1749-1754 byggede Liverpool Town Hall, byens kombinerede børs og rådhus, men det er ikke dokumenteret at han tog del i slavehandelen. Det gjorde derimod hans nevø Joseph Brooks junior (1746-1823), og et af de skibe, han fik bygget, specielt indrettet til slavehandel, var Brooks fra 1781. Det fungerede som slaveskib indtil 1804 og blev derefter solgt. I 1788 vedtog det engelske parlament en Slave Trade Act (Lov om slavehandel), der regulerede, hvor mange slaver, der måtte stuves i skibene i forhold til deres tonnage. Loven var blandt andet baseret på opmålinger af eksisterende skibe, og et af de ni skibe, der blev opmålt i Liverpool i 1788, var Brooks.

## Kampagnen
Som et led i kampagnen for slavehandelens afskaffelse udgav Plymouth-afdelingen af Society for Effecting the Abolition of the Slave Trade ("Selskabet for gennemførslen af slavehandelens afskaffelse") en plakat, der viste slavernes placering på Brooks (stavet Brookes). Plakaten blev genoptrykt flere gange og "forbedret" af andre udgivere og er blevet et ikonisk billede på den umenneskelige slavehandel.
Billedet viser slaver, der er anbragt på skibets mellemdæk og under skansedækket, i overensstemmelse med loven om slavehandel. Brooks havde ifølge oplysningerne lov til at medtage 454 afrikanske slaver, og det gav plads til 180 cm (6 ft) gange 41 cm (1 ft 4 in) til mænd; 178 cm (5 ft 10 in) gange 41 cm (1 ft 4 in) til kvinder, og 150 cm (5 ft) gange 36 cm (1 ft 2 in) til børn. Loven bestemte, at der i forhold til skibets tonnage måtte medbringes 1,67 slave per ton op til 207 ton, og én slave per ton derover. Det fremgår af plakatens tekst, at en slavehandler oplyste, at skibet før lovens ikrafttræden havde medbagt op til 609 slaver på en tur.
Plakatens karakter af debatindlæg - og ikke en naturtro gengivelse af skibet - understreges af en række punkter, kommenteret af Jessica Glickman:
- Antallet af slaver på plakaten er 487, og ikke de lovlige 454. I øvrigt havde Brooks 638 og 744 slaver med på to ture inden opmålingen, og 609 efter lovens vedtagelse.
- Træet i skibets sider er vist alt for tykt.
- Fordelingen af slaver over flere dæk levner ingen plads til vand og proviant.
- Der er ingen dæksluger på tegningen, kun små lejdere ("trapper"). Lugerne blev brugt på de to ben i trekantshandelen, hvor man medførte almindeligt gods.

På trods af disse mangler er netop denne illustration blevet den mest benyttede i beskrivelser af forholdene på et slaveskib, på bekostning af andre, mere nøjagtige gengivelser.
Plakaten beskriver ikke nogle af de andre elementer, der var karakteristiske for slaveskibe. Skibene havde for eksempel kraftige rumadskillelser eller opsatte barrikader, der skulle beskytte besætningen mod overfald, og langs skibenes sider var der anbragt net for at forhindre slaver i at springe overbord. Skibene havde kanoner, så de kunne forsvare sig, og deres rumopdeling betød, at slaverne kunne fordeles i mindre grupper, der kunne få lov til at motionere, hvilket var afgørende for deres helbredstilstand. Under dæk var der adskillige ventilationshuller til frisk luft, og på dækket var der opsat kanvas, der ledte luft ned i lasten, og dette var det mest tydelige tegn, når man fik et slaveskib i sigte. På dækket var der desuden et stort komfur, hvor man tilberedte slavernes mad, typisk i form af ris og bønner.
Parlamentet i London forbød slavehandelen ved lov i 1807, og i 1833 blev slaveriet helt ophævet. Til minde om slavehandelens uhyrligheder gennemførte elever og lærere ved Durhams universitet i juli 2008 en genskabelse af plakatens motiv ved at placere sig på jorden svarende til slavernes placering på Brooks.